# Telefono senza fili
Il telefono senza fili (talvolta detto anche telegrafo senza fili) è un gioco di società infantile noto in gran parte del mondo.
I partecipanti devono disporsi in fila. Uno dei giocatori inizia il gioco bisbigliando una parola o una frase all'orecchio del suo vicino. Questi deve ripetere la stessa frase al prossimo giocatore, e così via fino all'ultimo della fila, che ripete la frase ad alta voce. Il divertimento deriva dal fatto che la frase riportata dall'ultimo giocatore è spesso molto diversa da quella di partenza, a causa del combinarsi e sommarsi di errori successivi di interpretazione.
Il telefono senza fili viene spesso citato metaforicamente per riferirsi al modo in cui l'errore cumulativo deforma le informazioni via via che esse si diffondono, sia che esse passino di bocca in bocca (come nel caso dei pettegolezzi) sia che vengano trasmesse in modo più formale (per esempio dai mass media). 
Da un punto di vista pedagogico, viene apprezzato come strumento per sviluppare le capacità di ascolto dei bambini, ma anche come strumento per sensibilizzare i bambini sulle conseguenze dell'errore cumulativo nella diffusione delle informazioni.

## Diffusione e nomi
Il gioco del telefono senza fili è noto in gran parte del mondo. Nella maggior parte dei paesi il nome del gioco fa riferimento alla metafora del telefono (o del "telefono guasto"), ma alcuni nomi sono completamente non correlati. Per esempio, nei paesi di lingua inglese il nome più diffuso è chinese whispers ("sussurri cinesi"), probabilmente con riferimento all'incomprensibilità della lingua cinese per gli anglofoni. Analoga interpretazione si può dare del nome francese, téléphone arabe ("telefono arabo").
- bulgaro: развален телефон ("telefono guasto")
- catalano: El telèfon ("il telefono")
- ceco: tichá pošta ("posta silenziosa")
- cinese: 以訛傳訛 ("passa sbagliato per sbagliato")
- croato: pokvareni telefon/gluhi telefoni ("telefono guasto"/"telefoni sordi")
- danese: hviskeleg ("gioco del sussurro")
- ebraico: טלפון שבור ("telefono guasto")
- finlandese: rikkinäinen puhelin ("telefono guasto")
- francese: téléphone arabe ("telefono arabo")
- giapponese: 伝言ゲーム ("gioco del messaggio")
- greco: χαλασμένο τηλέφωνο ("telefono guasto")
- inglese: chinese whispers o broken telephone ("sussurri cinesi" o "telefono guasto")
- lettone: klusie telefoni ("telefoni silenziosi")
- lituano: sugedęs telefonas ("telefono guasto")
- macedone: расипан телефон ("telefono guasto")
- norvegese: hviskeleken ("gioco dei sussurri")
- polacco: głuchy telefon (" telefono sordo")
- portoghese: telefone-sem-fio ("telefono senza fili")
- rumeno: telefonul fără fir ("telefono senza fili")
- russo: испорченный телефон o глухой телефон ("telefono guasto" o "telefono sordo")
- serbo: Gluvi Telefoni ("telefono sordo")
- spagnolo: el teléfono dañado/descompuesto/estropeado ("il telefono guasto")
- svedese: viskleken ("gioco dei sussurri")
- tedesco: stille Post ("posta silenziosa")
- turco: Kulaktan kulağa ("di orecchio in orecchio")